# Hilleria latifolia
Espèce
Synonymes
- Hilleria elastica Vell.[1]
- Mohlana latifolia (Lam.) Moq.[1]
- Mohlana nemoralis Mart.[1]
- Rivina latifolia Lam.[1]

Hilleria latifolia est une espèce de plantes de la famille des Petiveriaceae et du genre Hilleria, peut-être originaire d'Amérique du Sud, présente principalement en Afrique tropicale. C'est une plante médicinale.

## Liste des variétés
Selon Tropicos (1 juillet 2020) (Attention liste brute contenant possiblement des synonymes) :
- variété Hilleria latifolia var. latifolia
- variété Hilleria latifolia var. longifolia H. Walter